# 암흑 유체
암흑 유체(暗黑流體, 영어: Dark fluid) 이론은 천문학과 우주론에서 암흑 물질과 암흑 에너지를 하나의 틀에서 설명하기 위하여 시도하는 이론이다.
이 이론에서는 암흑 물질과 암흑 에너지가 별개의 물리적 현상도 아니고 별개의 기원을 가지고 있지도 않고 서로 강하게 연결되어 있으며 단일한 유체의 두 측면으로 간주될 수 있다고 제안하고 있다. 은하계 규모에서 암흑 유체는 암흑 물질처럼 행동하고 더 큰 규모에서는 그 행동이 암흑 에너지와 유사해진다.
2018년 천체 물리학자 제이미 판스 (Jamie Farnes)는 음의 질량을 가진 암흑 유체가 암흑 물질과 암흑 에너지를 모두 설명하는 데 필요한 특성을 가질 것이라고 제안했다.

## 개요
암흑 유체는 국소적 에너지 밀도에 따라 인력이나 척력으로 행동을 하는 특정한 종류의 유체로 가정된다. 이 이론에서 암흑 유체는 바리온 밀도가 높은 공간 영역에서 암흑 물질처럼 거동한다. 이 아이디어는 어두운 유체가 물질의 존재에 있을 때 속도가 느려지고 주변에서 응집된다는 것이며, 또한  암흑 유체에 의하여 더 많은 암흑 유체가 끌려 와서 그 주위에서 응집하여 그 근처의 중력을 증가시킨다.

이러한 효과는 항상 존재하지만 은하와 같은 매우 큰 질량이 있을 때만 눈에 뜨이게 될 것이다. 이러한 설명은 암흑 물질 이론과 유사하며 암흑 유체 방정식의 특수한 경우에는 암흑 물질이 재현된다.
한편, 은하 초은하단 사이의 거시 공동 공간과 같이 상대적으로 물질이 적은 곳에서 이 가설은 암흑 유체가 이완되며 음의 압력을 가지게 된다고 예측한다. 따라서 암흑 유체는 척력이 되어 암흑 에너지와 유사한 효과를 내게 된다.
암흑 유체는 다양한 물질 밀도의 사례에서 인력이나 척력 특성의 지속적인 범위를 예측한다는 점에서 암흑 물질과 암흑 에너지보다 우월하다. 실제로, 급팽창, 퀸테선스, k-에선스, f(R), 일반화된 아인슈타인-에테르 f(K), MOND, TeVeS, BSTV 등과 같은 중력 이론의 다양한 특별한 경우는, 암흑 유체에 의해 재현될 수 있다. 또한 암흑 유체 이론에 의하여, 적색편이와 밀도에 의존하는 MOND에 대한 흥미로운 보정을 제안하는 특정 f(K+R) 모델과 같은 새로운 모델을 제안하고 있다.

## 가정의 단순화
암흑 유체는 표준 유체역학 모델처럼 분석되지 않는데, 이는 유체역학의 완전한 방정식은 아직 풀기가 너무 어렵기 때문이다. 일반화된 채플리진 기체 모델과 같은 공식화된 유체 기계적 접근 방식은 암흑 유체를 모델링하는 데 이상적인 방법이지만 현재 계산을 실행하려면 너무 많은 관측 데이터 포인트가 필요한데 아직 우주론자들이 사용할 수 있는 데이터 포인트가 충분하지 않다.
암흑 에너지와 암흑 물질에 대한 다른 대안적 접근 방식에서와 마찬가지로, 암흑 유체 가설에서는 스칼라 필드 모델을 통해 가설을 모델링하여 단순화하는 단계를 수행했다.